# Белфир (Бихор)
Белфир (рум. Belfir) насеље је у Румунији у округу Бихор у општини Тинка. Oпштина се налази на надморској висини од 117 m.

## Становништво
Према подацима из 2002. године у насељу је живело 570 становника.

### Попис2002.
| Расподела становништва по националности 2002.‍ | Расподела становништва по националности 2002.‍ | Расподела становништва по националности 2002.‍ | Расподела становништва по националности 2002.‍ | Расподела становништва по националности 2002.‍ |
| --------------------------------------------- | --------------------------------------------- | --------------------------------------------- | --------------------------------------------- | --------------------------------------------- |
|                                               |                                               |                                               |                                               |                                               |
| Румуни                                        | Румуни                                        |                                               | 59                                            | 10,4%                                         |
| Мађари                                        | Мађари                                        |                                               | 411                                           | 72,2%                                         |
| Роми                                          | Роми                                          |                                               | 99                                            | 17,4%                                         |